# ばりかん親分
『ばりかん親分』（ばりかんおやぶん）は、1963年の日本映画。

## キャスト
- 段原金作：伴淳三郎
- 海老名銀子：瑳峨三智子
- 海老名銀平：千秋実
- 海老名柱子：高橋とよ
- 三公：藤山寛美
- 清三郎：八波むと志
- キャサリン：イーデス・ハンソン
- トン平：中村是好
- 李：三木のり平
- 野々村：諸角啓二郎
- 青島：大泉滉
- 久江：北あけみ
- 駄菓子屋の老婆：武智豊子
- 易者：左卜全
- 信江：島あけみ
- 長島：須賀不二男
- 坂井：フランキー堺

## スタッフ
- 監督：堀内真直
- 脚本：花登筐、小林久三、堀内真直
- 製作：竹本喜年
- 撮影：加藤正幸
- 美術：森田郷平
- 録音：小尾幸魚
- 照明：市村政次郎
- 編集：杉原きよし
- スチール：篠崎友克

## 併映作品
- 『丹下左膳』: 内川清一郎監督、丹波哲郎主演